# سانیا میرزا
سانیا میرزا' (به هندی: सानिया मिर्ज़ा) (زادهٔ ۱۵ نوامبر ۱۹۸۶ در بمبئی و بزرگ‌شده در حیدرآباد، هندوستان) یک بازیکن تنیس حرفه‌ای بازنشسته اهل هند است.

## رنکینگ
ثانیه میرزا در آخرین رنکینگ فدراسیون جهانی تنیس (۲۸ ژوئیه ۲۰۰۸) در رده پنجاهم برترین زنان تنیسور و در رده پنجم میان همتایان آسیایی خود قرار گرفت.
او در اوت ۲۰۰۷ به رتبه ۲۷ در رنکینگ جهانی رسید و در سپتامبر همان سال در تنیس دونفره تا رده ۱۸ بالا آمد.
میرزا در سال ۲۰۰۵ با صعود به دور چهارم مسابقات یواس اوپن و دور سوم مسابقات تنیس آزاد استرالیا (و شکست در دور چهارم برابر قهرمان مسابقات سرنا ویلیامز) عنوان پدیده تنیس بانوان سال را به دست آورد. سانیا در سال ۲۰۰۴ نیز مدال نقره قهرمانی تنیس آسیا را از آن خود کرده بود.
او در مسابقات بازی‌های آسیایی ۲۰۰۶ هم برای تیم ملی تنیس هند به میدان رفت و یک مدال طلا در تنیس دونفره مختلط و دو مدال نقره در تنیس یک‌نفره و رقابت‌های تیمی کسب کرد.

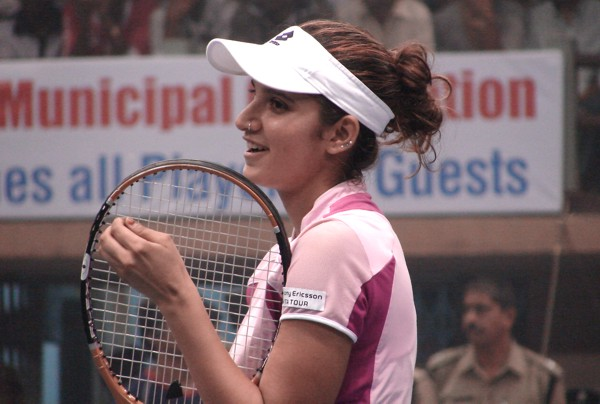
سانیا میرزا در یک مسابقه آزاد در حیدرآباد سال ۲۰۰۶

## زندگی شخصی
میرزا در آوریل ۲۰۱۰ با شعیب ملک بازیکن کریکت اهل پاکستان و کاپیتان سابق تیم ملی این کشور ازدواج کرد.